# Camposhärmtrast
Camposhärmtrast (Mimus saturninus) är en fågel i familjen härmtrastar inom ordningen tättingar.

## Utseende och läte
Camposhärmtrasten är en relativt stor härmtrast, med brungrå ovansida, ljus undersida och vitspetsad stjärt. Noterbart är ett tydligt brett vitt ögonbrynsstreck. Fjäderdräkten kan färgas av lokala jordarter och verka brunare. Sången är mycket varierad och innehåller härmningar från andra fågelarter.

## Utbredning och systematik
Camposhärmtrast delas in i fyra underarter med följande utbredning:
- Mimus saturninus saturninus – södra Surinam och norra Brasilien (Amapá till sydoöstra Pará)
- Mimus saturninus arenaceus – nordöstra Brasilien (Paraíba, Alagoas och Bahia)
- Mimus saturninus frater – norra Bolivia till nordöstra och sydvästra Brasilien (Mato Grosso)
- Mimus saturninus modulator – sydöstra Bolivia till södra Brasilien, Uruguay, Paraguay och norra Argentina

## Levnadssätt
Camposhärmtrasten hittas i en rad olika öppna miljöer, även inne i städer.

## Status
Arten har ett stort utbredningsområde och beståndet anses stabilt. Internationella naturvårdsunionen IUCN listar den därför som livskraftig (LC).

## Namn
Campos Rupestres är en bergssavann i östra Brasilien.

## Bilder

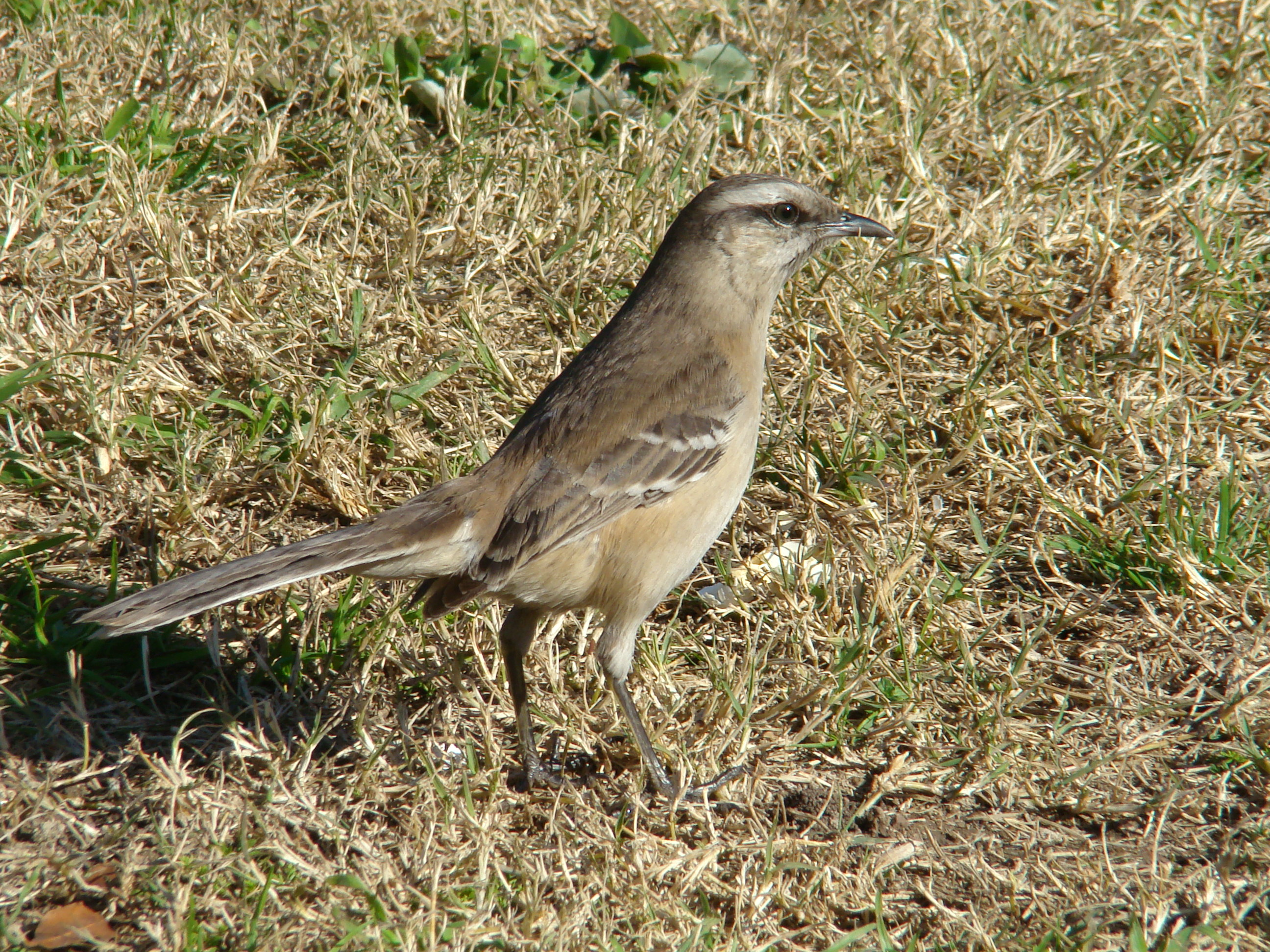
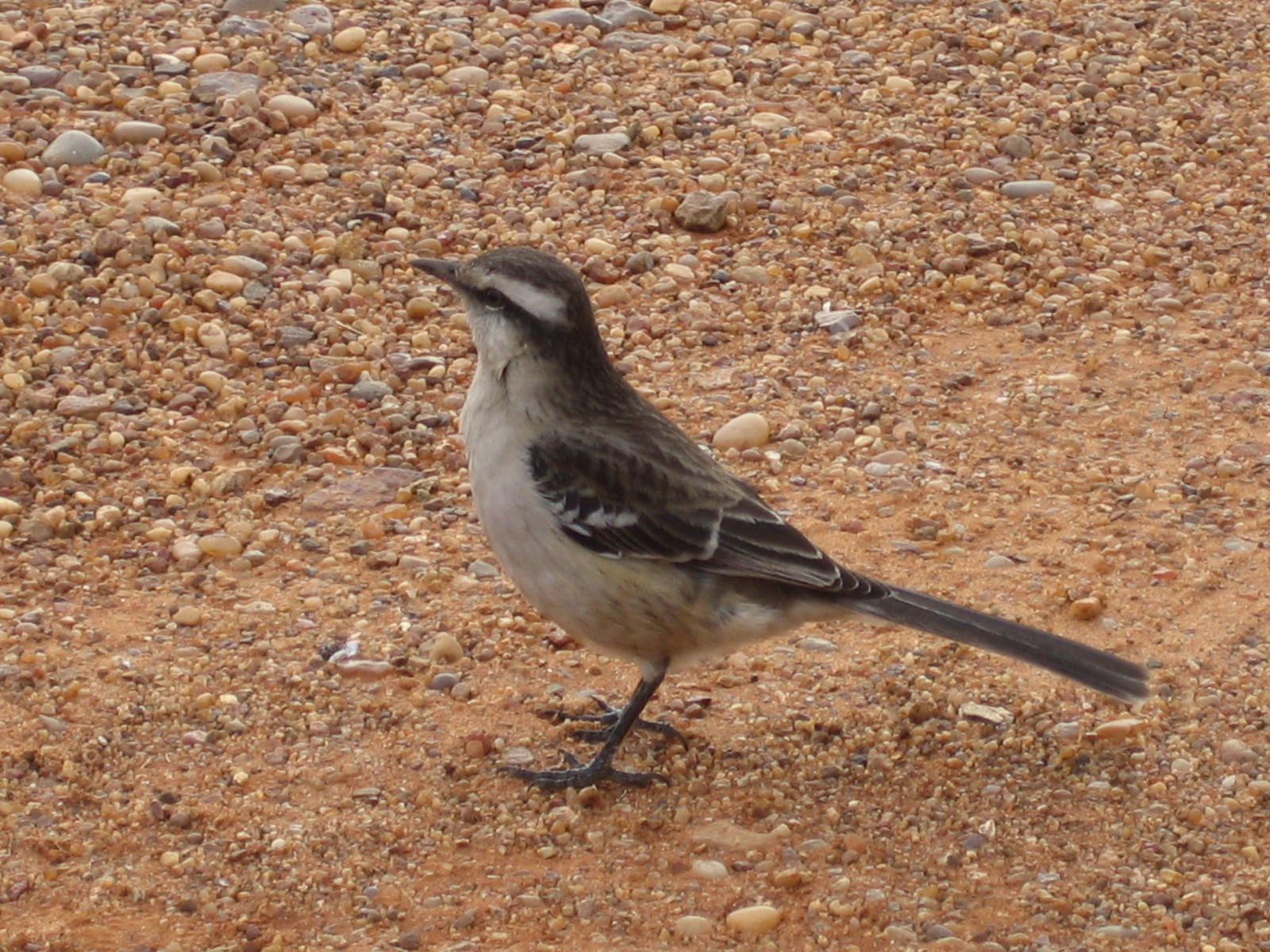
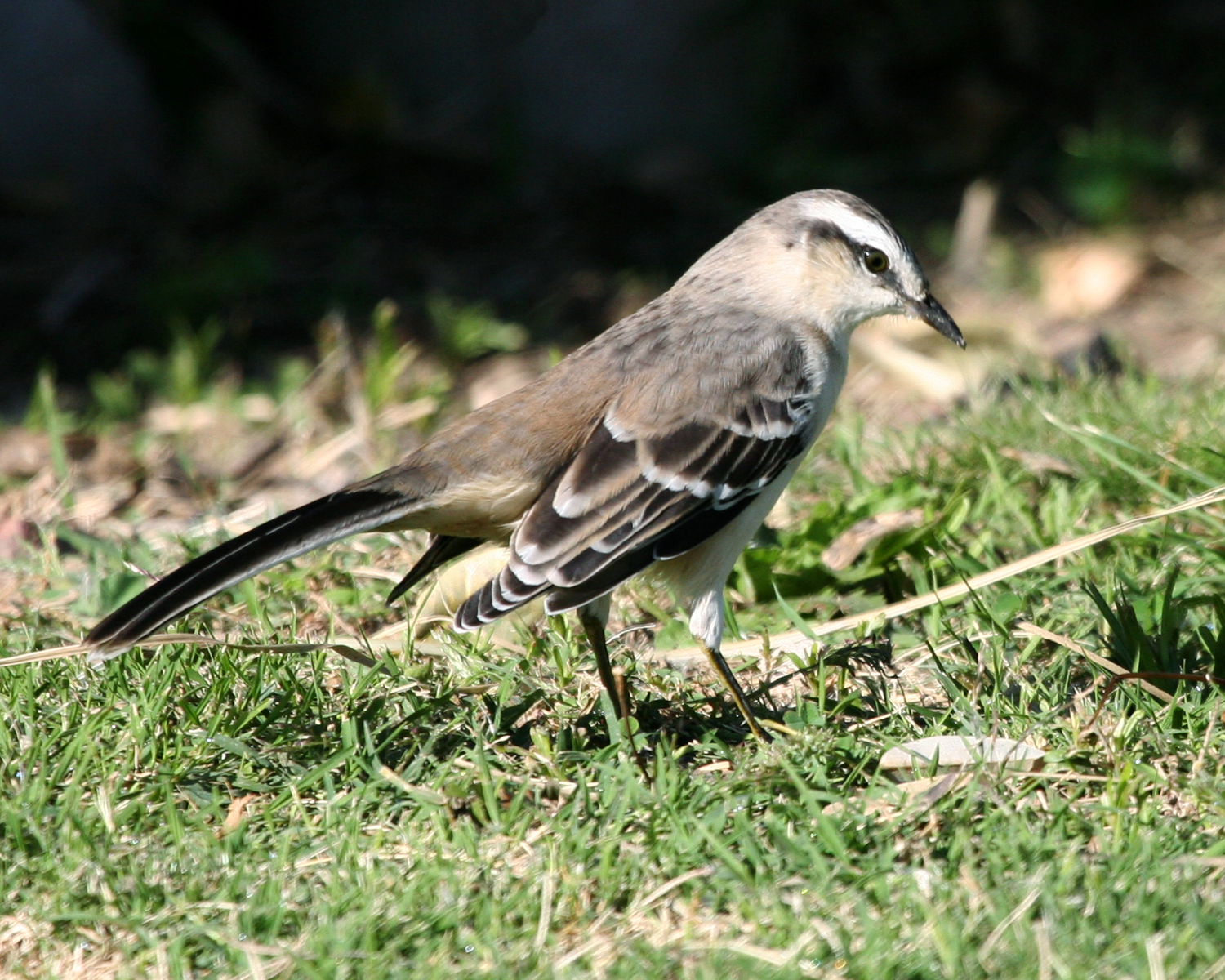
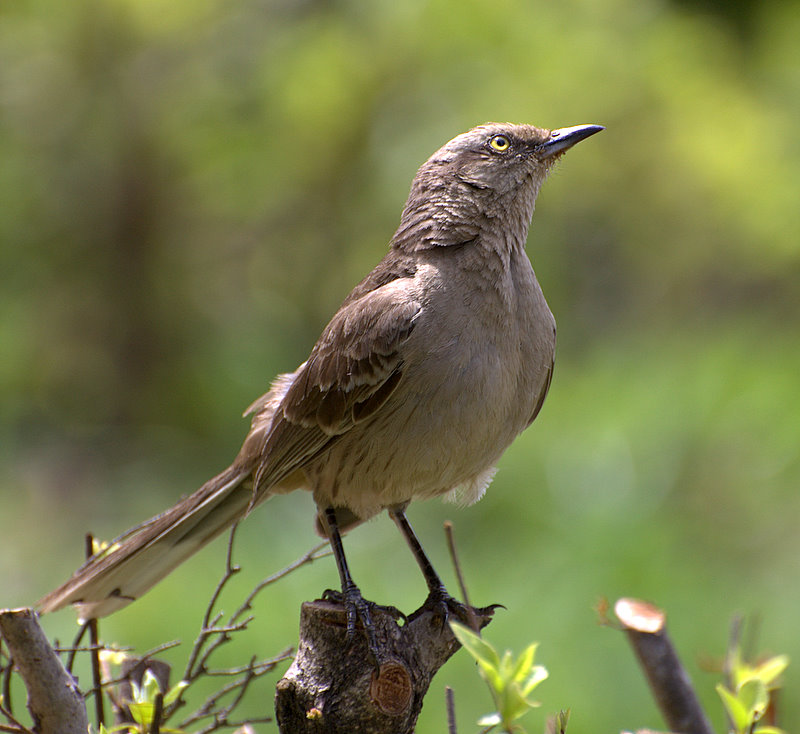
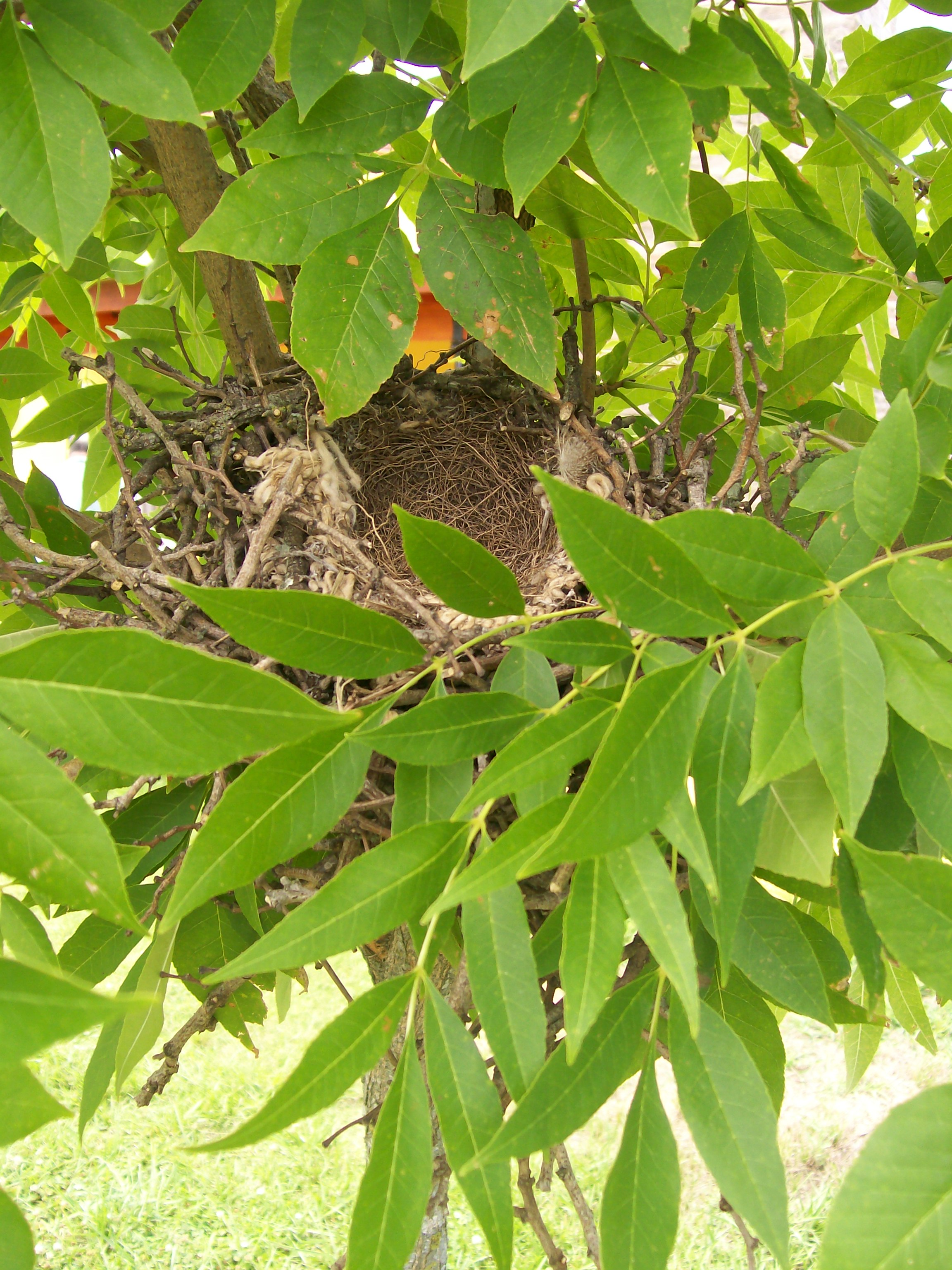